# Physalospora corni
Physalospora corni är en lavart som beskrevs av Ellis & Everh. 1878. Physalospora corni ingår i släktet Physalospora och familjen Hyponectriaceae.   Inga underarter finns listade i Catalogue of Life.